# Marie-Françoise des Cinq-Plaies
Ne doit pas être confondu avec María Francisca de las Llagas Cornejo.
Anna-Maria Gallo, en religion Marie-Françoise des Cinq-Plaies (1715-1791), est une laïc italienne du Tiers-Ordre des Frères mineurs déchaussés, béatifiée le 12 novembre 1843 par le pape Grégoire XVI et canonisée par Pie IX le 29 juin 1867.
Sa fête est célébrée le 6 octobre par l'Église catholique.

## Vie et environnement
Anna-Maria Rosa Nicoletta Gallo est née à Naples le 25 mars 1715 dans un foyer de modestes commerçants en mercerie. Elle fit sa première Communion à l'âge de 7 ans.
Sa famille vivait dans les Quartiers Espagnols appelés ainsi parce que les troupes espagnoles y étaient cantonnées autrefois. C'était tout près du Palais royal, un quartier fait de maisons basses et de ruelles étroites réputé pour être plutôt mal famé.
À la fin de l'occupation espagnole, ces maisons furent surélevées de plusieurs étages, afin d'y loger tous les gens qui n'avaient pas le droit de construire hors des murs de la ville. Ceci entraîna un afflux de population qui s'entassait dans des logements exigus, dans la promiscuité, les risques d'incendie et la violence. Mais cette insalubrité favorisait aussi les vocations religieuses, et la ferveur charitable, matérialisées par les couvents et ordres religieux qui y vivaient.
L'enfant Anna-Maria montra dès son plus jeune âge une grande ferveur religieuse. Elle fréquentait l'église Santa Lucia della Croce assidument au point d'être surnommée « la Santarella » (la petite sainte).
Quand elle eut 16 ans, son père, de caractère difficile, voulut lui faire épouser un jeune homme riche qui avait demandé sa main, mais elle refusa malgré la violente réaction paternelle, préférant entrer dans l'Ordre réformé de saint Pierre d'Alcantara tout en restant dans le siècle. Elle prit comme nom de religion Maria Francesca delle Cinque Piaghe (Marie-Françoise des Cinq-Plaies), Marie pour sa dévotion à la Sainte Mère, Françoise en hommage au Poverello, et des Cinq-Plaies en raison d'une grande sensibilité pour la Passion du Christ et de son Sang versé pour le salut du monde.
Évoluant sous la direction spirituelle du Père Giovanni Pessiri, elle se mit à son service dans son habitation de la ruelle Tre Re a Toledo avec une autre sœur tertiaire du nom de Maria Felice (Marie Félix de la Passion). Durant trente-huit ans, elle partagea son temps entre ce service, le secours et l'assistance aux pauvres au nom de l'Évangile, la prière et des exercices d'austérité. Elle vécut ainsi jusqu'à sa mort. Sa réputation attirant de plus en plus de fidèles, elle les recevait et les conseillait volontiers. C'est ainsi, par exemple, qu'elle annonça une vie de sainteté à François-Xavier Bianchi

### Ascèse et stigmates
Marie-Françoise des Cinq-Plaies souffrit de plusieurs afflictions physiques et épreuves spirituelles qu’elle endura avec courage en les associant aux souffrances du Christ. Elle pratiquait volontiers l’austérité de l’ascèse dormant à même le sol, restant sans manger tous les vendredis en dehors de l'eucharistie, et se privant volontiers pour les plus pauvres. Son acceptation de la souffrance et son dénuement lui valurent de recevoir cinq stigmates, deux aux mains, deux aux pieds et un autre du côté du cœur. Elle portait des gants pour cacher les marques sur ses mains pendant qu'elle travaillait. En 1789, elle témoigna que l’archange Raphaël lui apparut pour la soulager de sa plaie du côté.
Marie-Françoise des Cinq-Plaies dit aussi avoir ressentie assez nettement la protection de son ange gardien durant une grande partie de sa vie. D’après elle, il l’aida à gérer les emportements de son père, à composer avec ses épreuves et ses difficultés, et à pouvoir distinguer la qualité de ses visions. Elle essaya de faire comprendre autour d’elle l’importance de la prière adressée à son ange gardien.

## Œuvres, miracles et dévotion
Elle repose à l'endroit de la maison de la ruelle Tre Re a Toledo devenu son sanctuaire dans une chapelle de l'église Santa Maria Francesca delle Cinque Piaghe qui fut érigée avec un couvent afin de continuer son œuvre d'aide aux pauvres et d'évangélisation. Dans la chapelle où elle est inhumée, existe une chaise appelée « chaise de la fertilité » où les femmes désireuses d'avoir un enfant viennent s'asseoir. C'est en fait la chaise où la sainte avait l'habitude de s'asseoir pour prier et partager les douleurs de la Passion, notamment les vendredis et pendant toute la durée du Carême.
Durant sa vie, Marie-Françoise a révélé le don de prophétie, ce que le peuple de Naples qui la côtoya considéra  comme un grand miracle et une grande grâce.
Après sa mort, de nombreux prodiges et intercessions lui furent attribués. Durant la Seconde Guerre mondiale, malgré le fait que la ville de Naples ait été durement bombardée par les américains, le quartier où vivait la sainte fut miraculeusement épargné, ainsi que le peuple si nombreux qui y vivait.
À ses funérailles, les gens encerclèrent son cercueil pour dérober des reliques, obligeant la Garde Royale à intervenir.
Aujourd'hui, elle est populairement évoquée comme la « Sainte Vierge des stigmates ».

## Béatification et canonisation
- Anna-Maria Gallo (Marie-Françoise des Cinq-Plaies), fut béatifiée le 12 novembre 1843 par le pape Grégoire XVI.
- Elle fut canonisée le 29 juin 1867 par le pape Pie IX.